# سباستین فری
سباستین فری (انگلیسی: Sébastien Frey؛ زادهٔ ۱۸ مارس ۱۹۸۰) بازیکن پیشین فوتبال اهل فرانسه است که در پست دروازه‌بان بازی می‌کرد.
از تیم‌هایی که در آن‌ها بازی کرده‌است می‌توان به فیورنتینا، پارما، هلاس ورونا، اینتر میلان، جنوا، بورسااسپور، تیم ملی فوتبال فرانسه و تیم ملی فوتبال زیر ۲۱ سال فرانسه اشاره کرد.